# Open Rights Group
Open Rights Group — некоммерческая организация, расположенная в Великобритании, занимающаяся вопросами соблюдения прав и свобод человека в цифровом мире, защитой прав интеллектуальной собственности, вопросами цензуры в интернете.

## История
23 июля 2005 года в ходе дискуссий на Open Tech 2005 группой единомышленников (Дэнни О’Брайен, Кори Доктороу, Руфус Поллок, Ян Браун, Джеймс Кролин, Стефан Магдалински, Льюис Фергюссон, Соу Чарман) было принято решение создать британский аналог Electronic Frontier Foundation. Дэнни О’Брайен организовал сбор членских взносов по 5 фунтов с участника в месяц и к 29 ноября 2005 года, когда количество вкладчиков превысило 1 000 человек, удалось собрать сумму, достаточную для начала деятельности организации.

## Цели
Основными целями Open Rights Group являются:
- Взаимодействие с организациями также занимающимися вопросами цифровых прав.
- Привлечение к своей деятельности волонтёров (рядовых активистов, технических специалистов, экспертов в области права).
- Сохранение и расширение традиционных гражданских свобод в цифровом мире.
- Обеспечение взаимодействия представителей СМИ с экспертами и активистами.
- Широкое освещение в СМИ нарушений в сфере цифровых прав.

## Сфера деятельности
Деятельность организации охватывает следующие области:

### Доступ к знаниям
- Авторское право
  - Creative Commons
  - Свободное и Открытое программное обеспечение
  - Общественное достояние
- Crown copyright
- Технические средства защиты авторских прав
- Патенты на программное обеспечение

### Свобода слова и цензура
- Интернет-цензура
- Право на пародию
- ст. 127 Communications Act 2003

### Правительство и демократия
- Электронное голосование
- Законодательство о свободе информации

### Частная жизнь, слежка и цензура
- Автоматическое отслеживание передвижения транспортных средств
- Управление учётными данными
- Сетевой нейтралитет
- Медицинская база данных пациентов
- Полицейская база данных ДНК
- RFID

## Кампании и акции

### Семантический таргетинг
2008 концерн Phrom заявил о исследованиях в области целевой рекламы посредством анализа интернет трафика пользователей. Open Rights Group призывала к запрету анализа данных интернет пользователей Великобритании без их явного согласия.

### Digital Economy Act
В 2010 году Питер Мандельсон представил закон Digital Economy Act 2010 включавший в себя, кроме интернет-цензуры, ещё возможность запретить доступ в интернет для подозреваемых в нарушении авторских прав. Open Rights Group совместно с Национальным советом за гражданские права развернули широкую кампанию против принятия этого закона. В результате некоторые положения закона были изменены или вообще исключены.

### ORGCON
Состоявшаяся в 2010 году конференция ORGCON стала первым событием в Великобритании, посвященным теме цифровых прав. Основной темой конференции стали основные положения обсуждаемого в парламенте Соединённого Королевства закона Digital Economy Act. Следующие конференции проводились в 2012, 2013 и 2014 годах.

## Награды и премии
- 2008: «Big Brother Award» от Privacy International[9].
- 2012: «Campaigner of the Year» от Национального совета по гражданским свободам[10].